# Universidad Nacional de Educación a Distancia
La Universidad Nacional de Educación a Distancia, conocida como UNED, es una universidad pública española de ámbito nacional, creada en 1972, y que se encuentra vinculada administrativamente al Ministerio de Ciencia, Innovación y Universidades. Es la primera universidad de España por número de alumnos matriculados, con 156 975 estudiantes.
Tiene su rectorado en la calle de Bravo Murillo de Madrid y cuenta con una amplia red de centros asociados repartidos por todo el territorio español y parte del extranjero.
La UNED se caracteriza por ofrecer una modalidad de educación a distancia semipresencial, basada en las nuevas tecnologías y sistemas tradicionales a través de los siguientes medios: cursos virtuales en Internet (foros, videoconferencias, webconferencias, pizarra virtual, laboratorios, etc.), libros de referencia en su campo, apuntes de docentes, en combinación con tutorías presenciales o virtuales en ciudades donde dispone de centros asociados mediante el sistema AVIP. 
La UNED no exige nota de corte, ni tiene numerus clausus en cada grado. Los estudios de la UNED están basados en el sistema europeo de créditos European Credit Transfer and Accumulation System (ECTS).

## Historia
La UNED tiene sus raíces en el proyecto de la Universidad Libre a Distancia (UNILAD), institución planeada a principios de los años 1970 con el objetivo de llevar la educación superior a aquellos núcleos de población que no disponían de universidad, posibilitando así el acceso a los estudios universitarios a personas que por su lugar de residencia o por cualquier otra dificultad personal no pudieran acudir presencialmente a la universidad.
En agosto de 1972, se dota de un marco jurídico a la Universidad Libre a Distancia y se funda así oficialmente la Universidad Nacional de Educación a Distancia, de ámbito estatal y dependiente del Ministerio de Educación de España. A partir de entonces, la UNED inicia la creación de sus distintos centros locales, no solo en España sino también en el extranjero.
Actualmente la UNED imparte no solo estudios universitarios oficiales (grados, másteres y doctorados) sino también programas de formación permanente, cursos de idiomas y cursos y pruebas de Acceso para mayores de 25, 40 y 45 años, entre otros estudios.
El Programa UNED Sénior es un espacio de aprendizaje destinado a mayores de 50 años y que existe desde hace más de 10 años.
Desde enero de 2024, cuenta con el nuevo Hub de Innovación Educativa, un proyecto exclusivo en el ámbito universitario español, cuyo objetivo es conectar las distintas unidades, servicios y expertos de la universidad relacionados con la innovación educativa

## Centros docentes

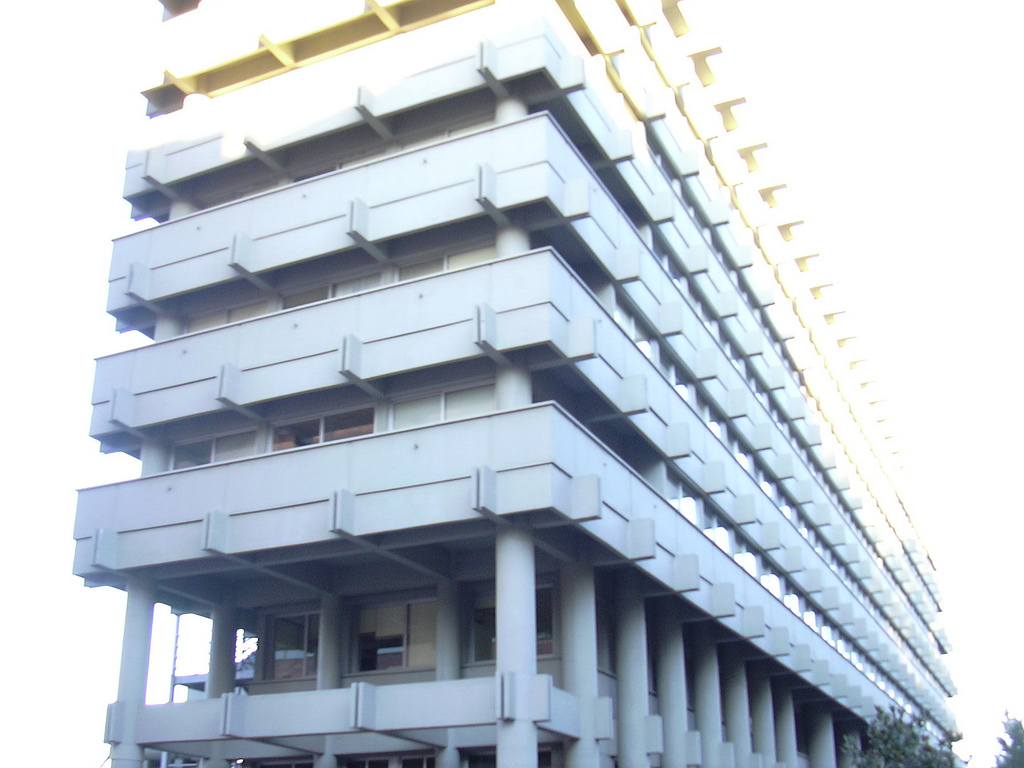
Edificio de Humanidades de la UNED, en Madrid.

La Sede Central de la UNED, situada en la ciudad de Madrid, se compone actualmente de nueve facultades y dos escuelas universitarias, con sus correspondientes secciones y departamentos, como el resto de universidades del país, y a ella pertenecen los profesores responsables de la docencia e investigación de las distintas materias. La UNED, además de los profesores permanentes (Catedráticos y Profesores Titulares), tiene en su plantilla profesores contratados (asociados, ayudantes, ayudantes doctores colaboradores y contratados doctores).
Actualmente la UNED cuenta con las siguientes facultades y escuelas:
- Facultad de Ciencias
- Facultad de Psicología
- Facultad de Educación
- Facultad de Filología
- Facultad de Ciencias Económicas y Empresariales
- Facultad de Derecho
- Facultad de Geografía e Historia
- Facultad de Ciencias Políticas y Sociología
- Facultad de Filosofía
- Escuela Técnica Superior de Ingenieros Industriales
- Escuela Técnica Superior de Ingeniería Informática

Además, cuenta con los siguientes centros:
- Escuela de Doctorado
- Instituto Universitario General Gutiérrez Mellado
- Instituto Universitario de Investigación sobre Seguridad Interior

## Centros Asociados

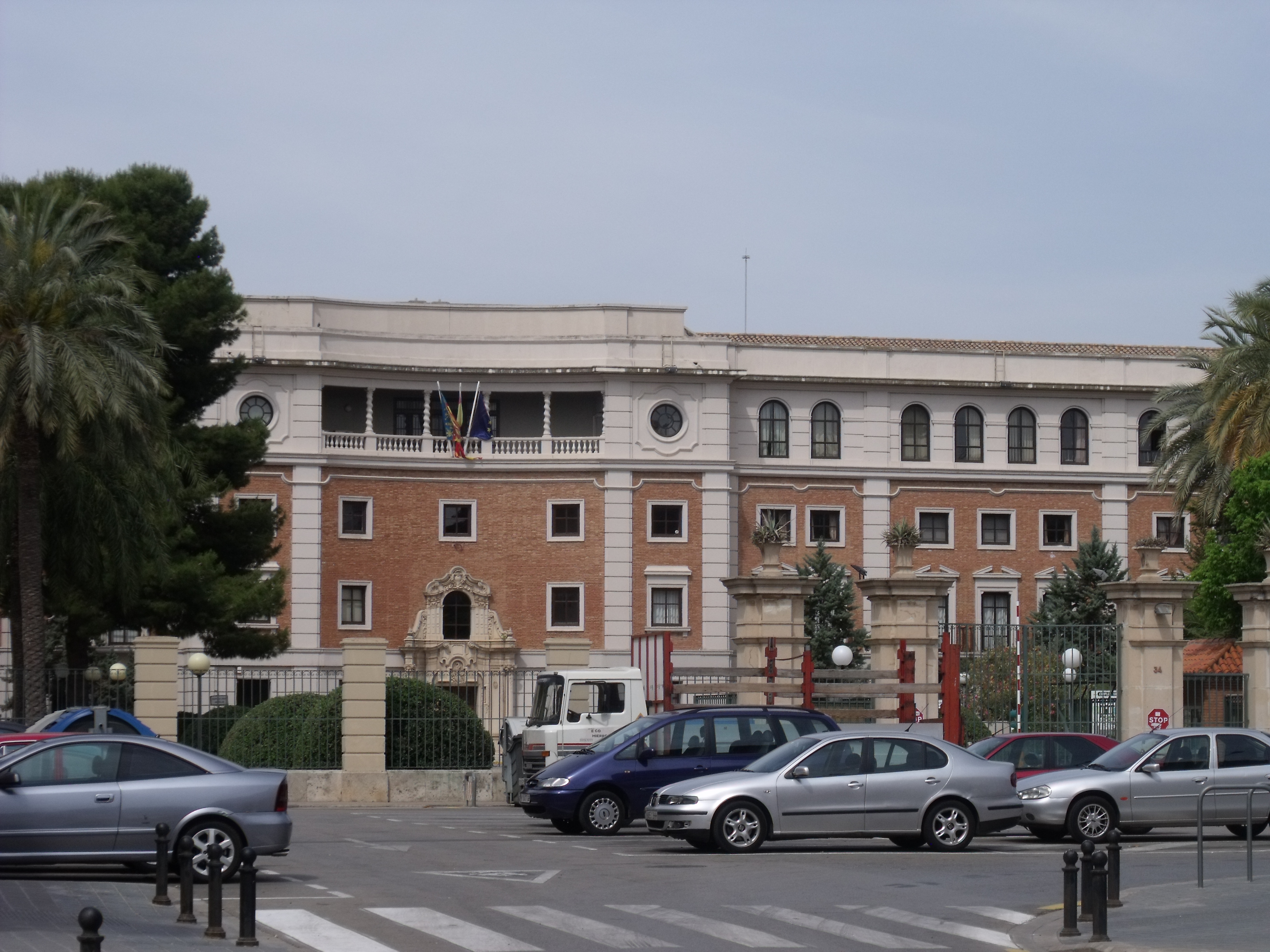
Sede de Valencia del Centro Asociado de la UNED Alcira-Valencia

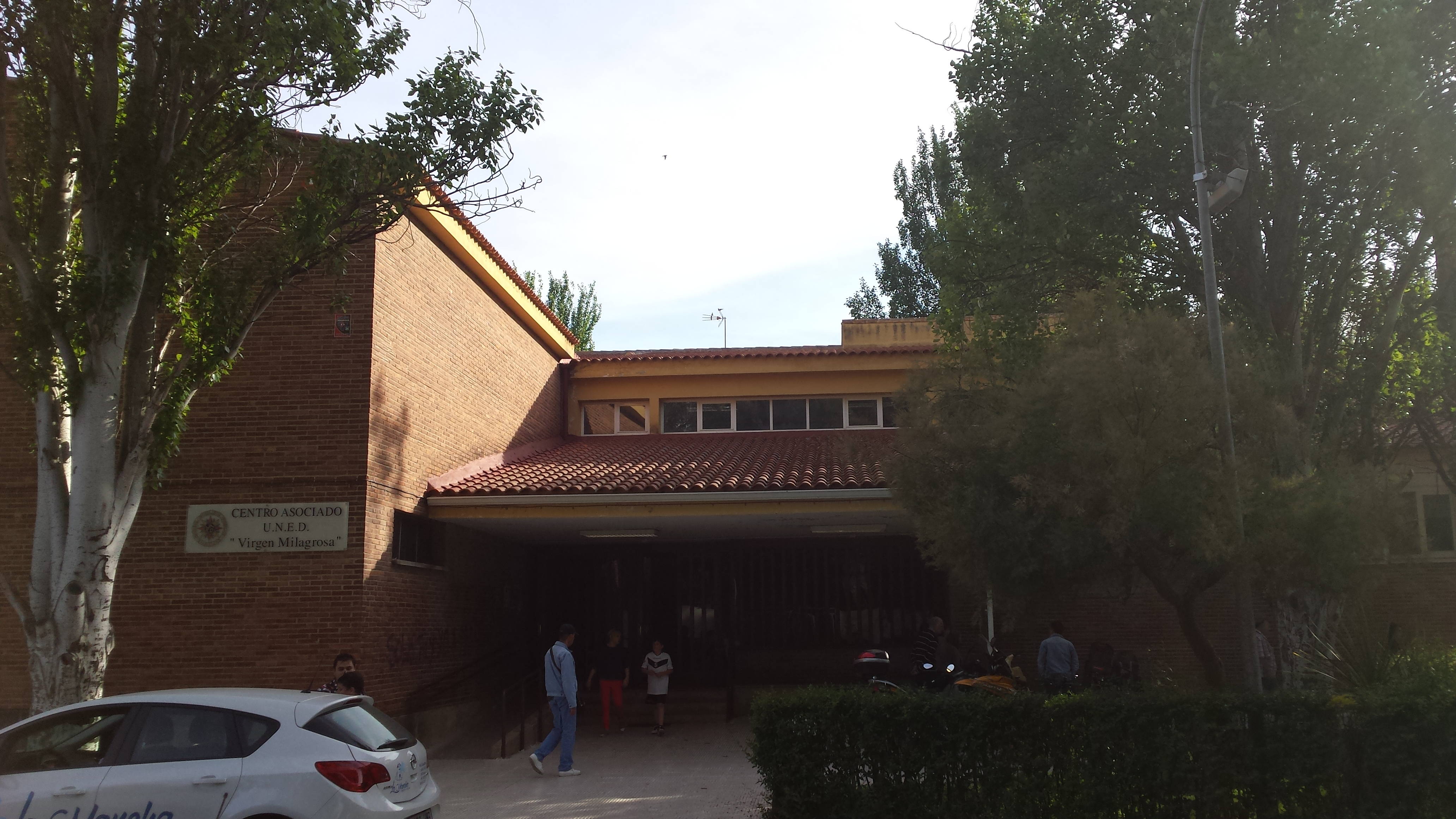
Centro Asociado UNED de Albacete

La UNED cuenta con una red de Centros Asociados que permiten al estudiante acercarse a un centro universitario, consultar con su profesor tutor, realizar sus exámenes, y acceder a servicios informáticos y bibliotecarios. En 2020, la UNED posee 62 centros asociados en España, siendo el primero y decano creado en la isla de Gran Canaria en 1973 y el último el de Madrid-Sur fundado en 2010. Cuenta asimismo con otros 15 en el extranjero.
Los Centros Asociados sirven de apoyo a las enseñanzas de la UNED y promueven el progreso cultural del entorno en donde se ubican. En la práctica, son instituciones básicas del sistema UNED, donde se acoge, orienta y asiste presencialmente al alumno. Facilitan la socialización, organizan las pruebas presenciales, proporcionan los recursos materiales de apoyo y actúan como enlaces entre el alumno y la Sede Central.
Son organismos autónomos que dependen de la Sede Central para temas académicos, pero que han sido creados por iniciativa local y están patrocinados, a través de los correspondientes convenios, por corporaciones o entidades públicas y privadas.
La figura del profesor-tutor, presente en los Centros Asociados, es la más significativa y constituye el vínculo entre el profesor responsable de la Sede Central y el alumno. Su misión se centra en actividades orientadoras, siguiendo las directrices del equipo docente correspondiente, y en ayudar al alumno en su estudio individual y en la realización de las tareas prácticas.
Los Centros Asociados podrán, a su vez, abrir Aulas Universitarias en aquellas localidades de su provincia que consideren conveniente y en colaboración con las instituciones locales, llevando de esta manera la enseñanza universitaria a lugares más alejados del propio Centro Asociado. En las Aulas Universitarias se imparten presencial o telemáticamente las tutorías, pero no necesariamente de todas las titulaciones ofertadas por su Centro Asociado de referencia. 
Actualmente la UNED se estructura en cinco campus universitarios:

### Campus Noroeste

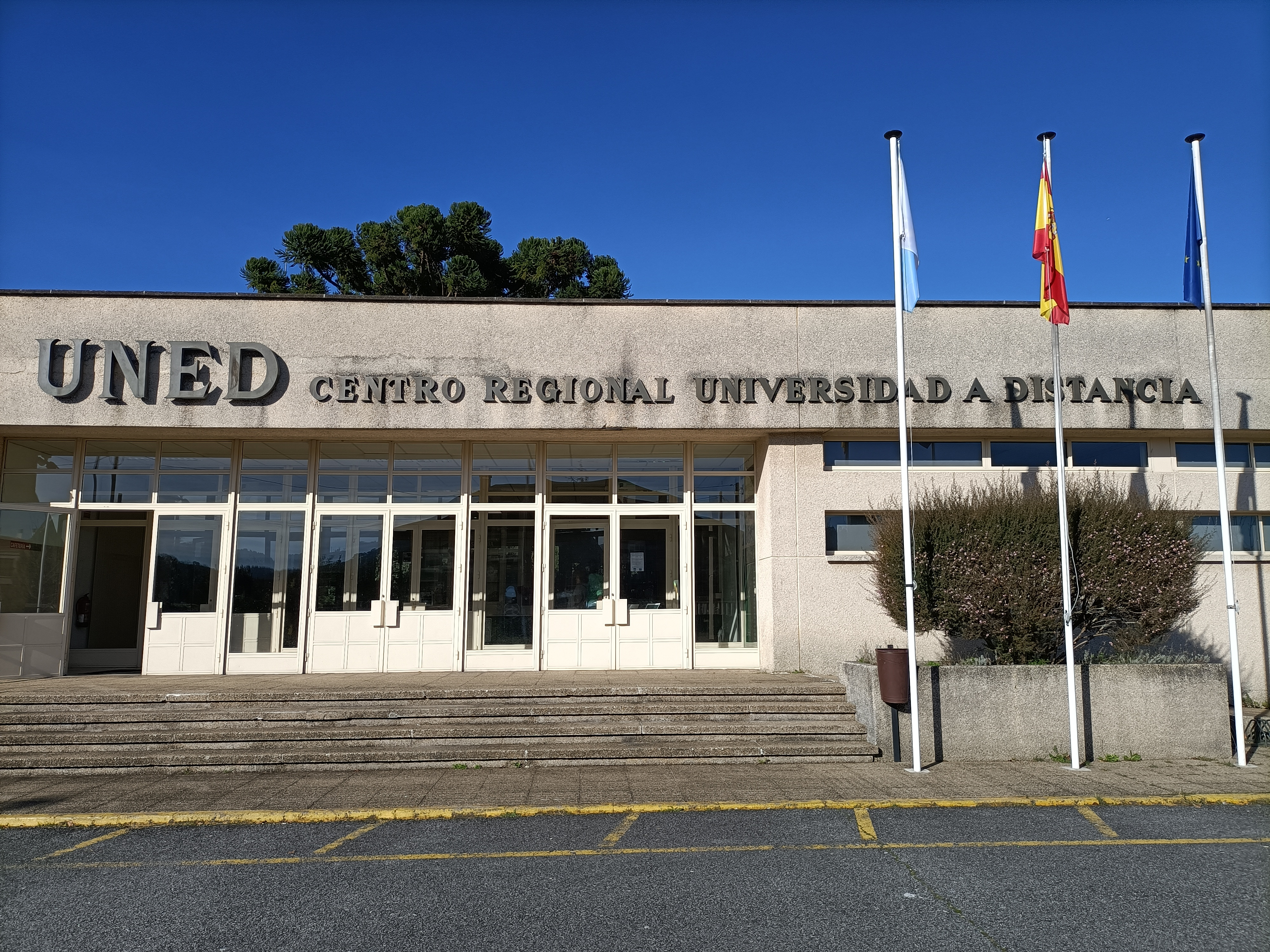
Centro Asociado UNED de Pontevedra.

Compuesto por los centros asociados de Galicia, Asturias, Castilla y León y Extremadura.
- Asturias
- Ávila
- Burgos
- La Coruña
  - Aula Ferrol
- Lugo
  - Aula Foz
  - Aula Monforte de Lemos
  - Aula Vivero
- Mérida
- Orense
  - Aula de La Rúa
- Palencia
- Plasencia
- Ponferrada
  - Aula de Cistierna
  - Aula de La Bañeza
  - Aula de Sahagún
  - Aula de San Andrés del Rabanedo
  - Aula de Vega de Espinareda
  - Aula de Villablino
  - Aula de Villagatón Brañuelas
- Pontevedra
  - Aula Lalín
  - Aula Porriño
  - Aula Puenteareas
  - Aula Portas
  - Aula Tui
  - Aula Vigo
- Segovia
- Soria
- Zamora
  - Aula de Benavente
  - Aula de Puebla de Sanabria

### Campus Nordeste
Compuesto por los centros asociados de Cantabria, La Rioja, País Vasco, Aragón y Cataluña.
- Barbastro
  - Aula de Fraga
  - Aula de Sabiñanigo
- Barcelona
  - Cabrils
  - Canet de Mar
  - Cornellà de Llobregat
  - San Baudilio de Llobregat
  - Santa Coloma de Gramenet
- Calatayud
  - Aula Caspe
  - Aula Ejea
- Cantabria
  - Aula de Colindres
  - Aula de Torrelavega
- Cervera
- La Rioja
- Pamplona
- Salt/Gerona
  - Figueras
  - Olot/La Garrocha
  - San Felíu de Guixols
- Seo de Urgel
- Teruel
- Tortosa
- Tudela
- Vitoria
- Vizcaya

### Campus de Madrid
Compuesto por los Centros Asociados de la Comunidad de Madrid.
- Instituto de Estudios Fiscales
- Madrid
  - Centro de zona Arganda
  - Centro de zona Collado Villalba
  - Centro de zona Coslada
  - Centro de zona Escuelas Pías
  - Centro de zona Gregorio Marañón
  - Centro de zona Jacinto Verdaguer
  - Centro de zona Las Tablas
  - Centro de zona Pozuelo de Alarcón
  - Centro de zona Rivas Vaciamadrid
  - Centro de zona San Martín de Valdeiglesias
  - Centro de zona San Sebastián de los Reyes
  - Centro Universitario de Idiomas a Distancia (CUID) Madrid
- Madrid Sur

### Campus Este-Centro

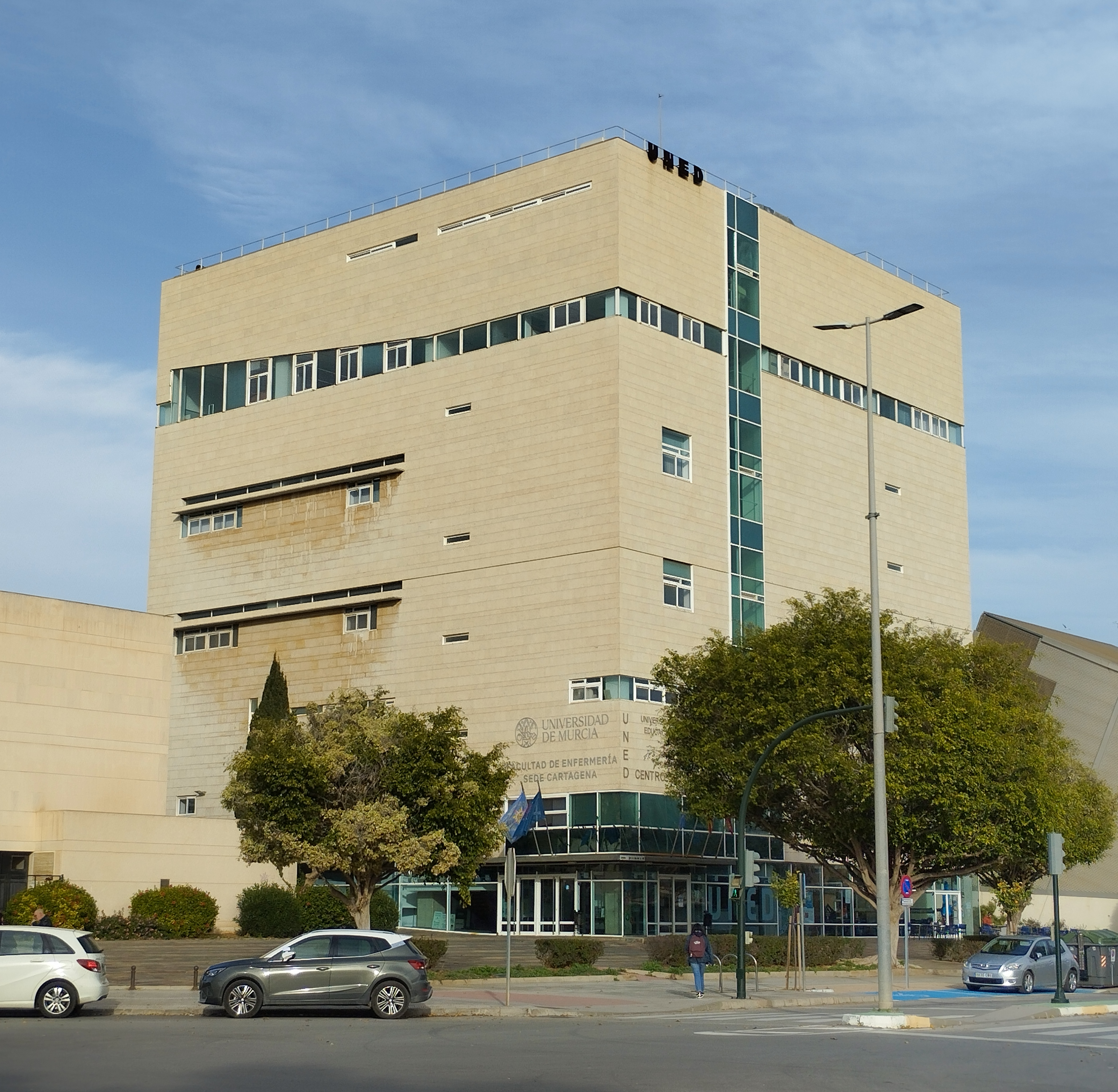
Centro Asociado UNED Cartagena

Compuesto por los centros asociados de Comunidad Valenciana, Región de Murcia, Islas Baleares y Castilla-La Mancha.
- Albacete
- Cartagena
- Ciudad Real - Valdepeñas
  - Aula Alcázar de San Juan
  - Aula Tomelloso
  - Ciudad Real - Puertollano
- Cuenca
- Denia
  - Aula Benidorm
  - Aula Jávea
- Elche
- Guadalajara
  - Aula de Molina de Aragón
  - Azuqueca de Henares
  - Mondéjar
  - Sigüenza
- Islas Baleares
- Talavera de la Reina
  - Aula de Mora
  - Aula de Quintanar De La Orden
  - Aula de Torrijos
- Valencia
  - Aula Játiva
- Villarreal

### Campus Sur
Compuesto por los centros asociados de Andalucía, Canarias, Ceuta y Melilla.
- Almería
- Baza
- Cádiz
- Campo de Gibraltar - Algeciras
- Ceuta
- Córdoba
- Fuerteventura
- Gran Canaria
- Huelva
- Jaén
  - Alcalá la Real
  - Andújar
  - Linares
  - Martos
  - Úbeda
- La Palma
- Lanzarote
- Málaga
- Melilla
- Motril
- Sevilla
- Tenerife

### Centros en el Extranjero

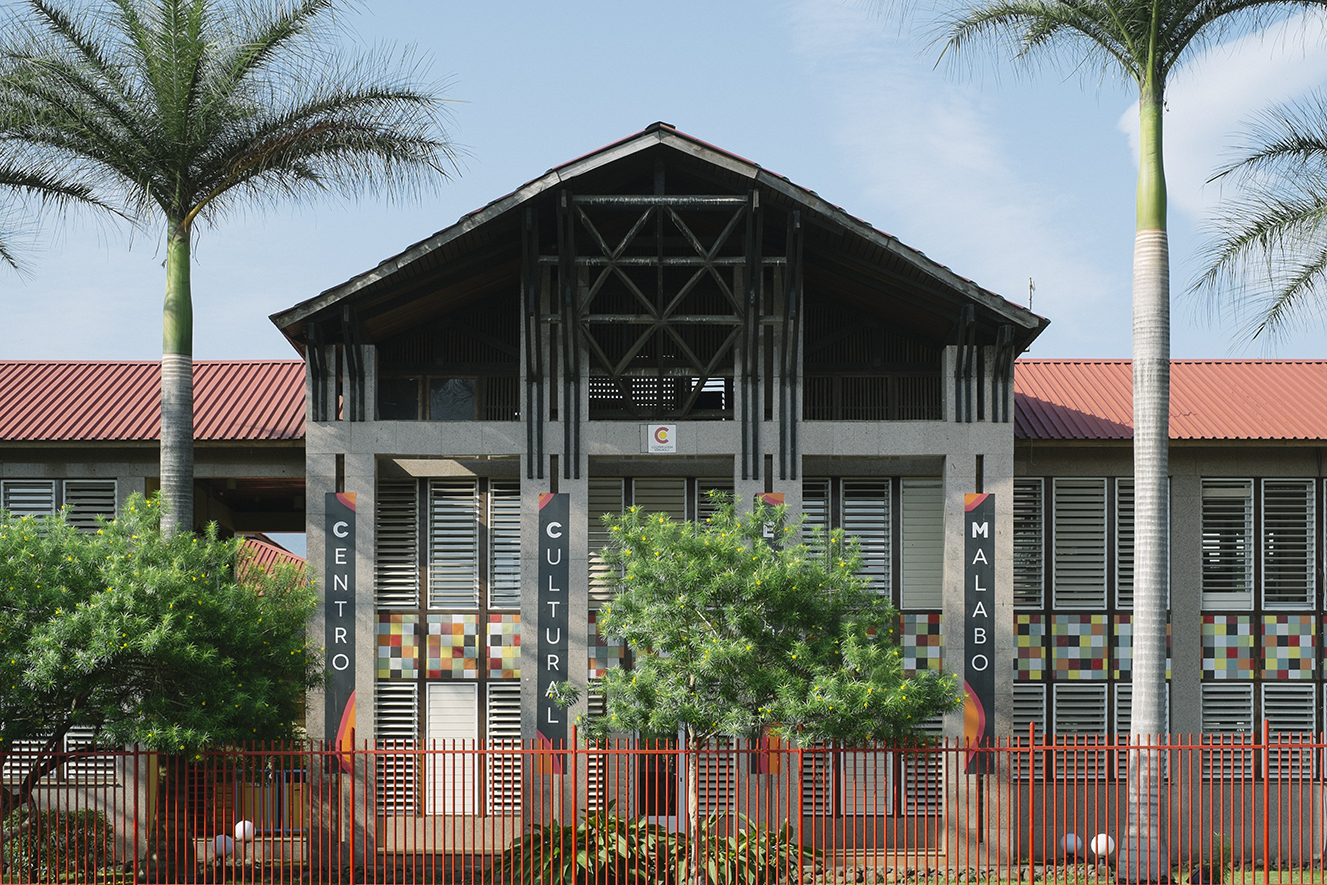
Centro Cultural de España en Malabo, sede de la UNED en la capital de Guinea Ecuatorial.

La UNED cuenta igualmente con una red de Centros en el extranjero. Actualmente los Centros de Europa y América se mantienen en virtud del Convenio suscrito con la Dirección General de la Ciudadanía Española en el Exterior, del Ministerio de Empleo y Seguridad Social. Los centros de la UNED en el Exterior están en:
- AMÉRICA:

Argentina (Buenos Aires), Venezuela (Caracas), Perú (Lima), México (México) y Brasil (São Paulo). 
- EUROPA:

Alemania (Berlín), Suiza (Berna), Bélgica (Bruselas), Portugal (Lisboa), Reino Unido (Londres) y Francia (París).
- ÁFRICA:

Guinea Ecuatorial (Bata y Malabo). En el caso de los Centros de Guinea Ecuatorial (Bata y Malabo), estos se mantienen en colaboración con la Agencia Española de Cooperación Internacional para el Desarrollo (AECID). Así, el Centro Cultural de España en Malabo alberga la sede de la UNED con su biblioteca, que fue por décadas la única orientada en Guinea Ecuatorial al ámbito universitario. 
Además, hay aulas para hacer exámenes en:
- AMÉRICA:

Chile (Santiago de Chile), Colombia (Bogotá), Ecuador (Quito) y Estados Unidos (Nueva York y Seattle).
- EUROPA:

Alemania (Fráncfort y Múnich), Portugal (Oporto) e Italia (Roma).

## Departamentos
- Facultad de Ciencias
  - Física Interdisciplinar
  - Física Fundamental
  - Química Orgánica y Bio-orgánica
  - Matemáticas Fundamentales
  - Estadística e Investigación Operativa y Cálculo Numérico
  - Química Inorgánica y Química Técnica
  - Ciencias y Técnica Fisicoquímicas
  - Ciencias Analíticas
  - Física Matemática y de Fluidos

- Facultad de Psicología

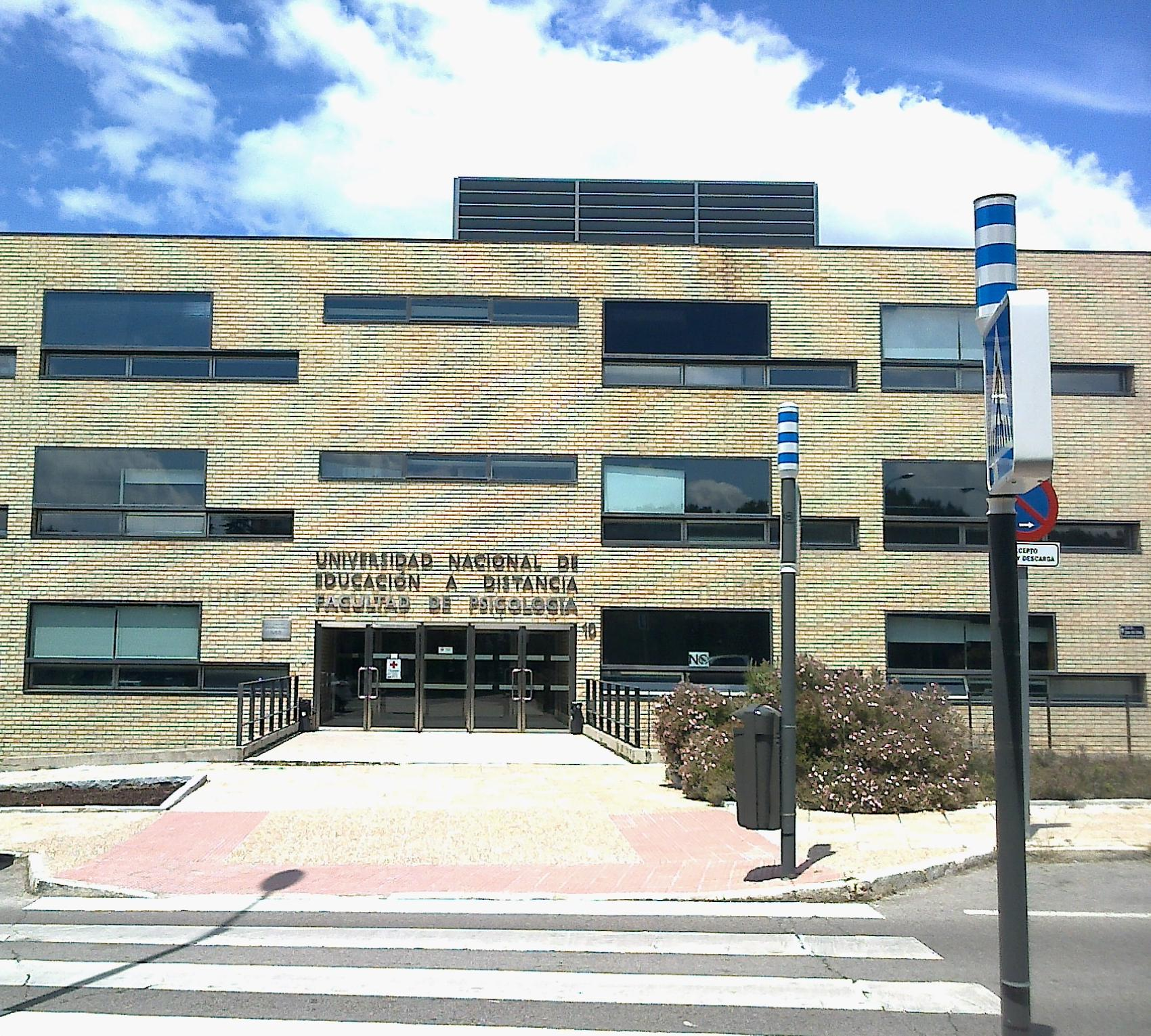
Edificio de la Facultad de Psicología de la UNED en Madrid.

La Facultad de Psicología de la UNED surge en septiembre de 1983 siendo su primer decano José Luis Fernández Trespalacios. De acuerdo con los primeros planes de estudios, las enseñanzas universitarias de Psicología se alineaban dentro del ámbito de las Ciencias Sociales. El último de los planes de estudios de la Licenciatura en Psicología en la UNED fue el llamado Plan 2000. Tras la entrada formal de España en el llamado Espacio Europeo de Educación Superior (EEES) en 1999, los estudios se modifican, pasando a denominarse Grado en Psicología y a integrarse dentro de las llamadas Ciencias de la Salud, a finales de la década de 2000.
- - Psicología Básica I
  - Psicología Básica II
  - Metodología de las Ciencias del Comportamiento
  - Psicobiología
  - Psicología de la Personalidad, Evaluación y Tratamiento Psicológicos
  - Psicología Social y de las Organizaciones
- Psicología Evolutiva y de la Educación

- Facultad de Educación
  - Didáctica, Organización Escolar y Didácticas Especiales
  - Historia de la Educación y Educación Comparada
  - Métodos de Investigación y Diagnóstico en Educación I
  - Métodos de Investigación y Diagnóstico en Educación II (Orientación educativa, Diagnóstico e Intervención Psicopedagógica)
  - Teoría de la Educación y Pedagogía Social

- Facultad de Filología 
  - Filologías Extranjeras y sus Lingüísticas
  - Lengua Española y Lingüística General
  - Literatura Española y Teoría de la Literatura
  - Filología Clásica
  - Filología Francesa

- Facultad de Ciencias Económicas y Empresariales 
  - Economía Aplicada
  - Economía de la Empresa y Contabilidad
  - Economía Aplicada e Historia Económica
  - Análisis Económico
  - Teoría Económica y Economía Matemática
  - Organización de Empresas
  - Economía Aplicada y Estadística

- Facultad de Derecho
  - Historia del Derecho y de las Instituciones
  - Derecho Civil
  - Derecho de la Empresa
  - Economía Aplicada y Gestión Pública
  - Derecho Constitucional
  - Derecho Romano
  - Filosofía Jurídica
  - Derecho Mercantil
  - Derecho Procesal
  - Derecho Administrativo
  - Derecho Político
  - Derecho Eclesiástico del Estado
  - Derecho Internacional Público
  - Trabajo Social
  - Servicios Sociales y Fundamentos Histórico-Jurídicos
  - Derecho Penal y Criminología

- Facultad de Geografía e Historia 
  - Geografía
  - Prehistoria y Arqueología
  - Historia Medieval y Ciencias y Técnicas Historiográficas
  - Historia Contemporánea
  - Historia del Arte
  - Historia Moderna
  - Historia Antigua

- Facultad de Ciencias Políticas y Sociología ===
  - Ciencia Política y de la Administración
  - Historia Social y del Pensamiento Político
  - Sociología, Teoría, Metodología y Cambio Social
  - Estructura Social
  - Tendencias Sociales

- Facultad de Filosofía 
  - Filosofía
  - Filosofía Moral y Política
  - Antropología Social y Cultural
  - Lógica, Historia y Filosofía de la Ciencia

- Escuela Técnica Superior de Ingenieros Industriales 
  - Ingeniería Energética
  - Ingeniería de Construcción y Fabricación
  - Ingeniería Mecánica
  - Ingeniería Eléctrica, Electrónica y de Control
  - Química Aplicada a la Ingeniería
  - Matemática Aplicada

- Escuela Técnica Superior de Ingeniería Informática
  - Lenguajes y Sistemas Informáticos
  - Inteligencia Artificial
  - Informática y Automática
  - Ingeniería del Software y Sistemas Informáticos
  - Sistemas de Comunicación y Control

## Los alumnos de la UNED
Podrían establecerse nueve clases muy diferenciadas de alumnos que cursan sus estudios en la UNED:

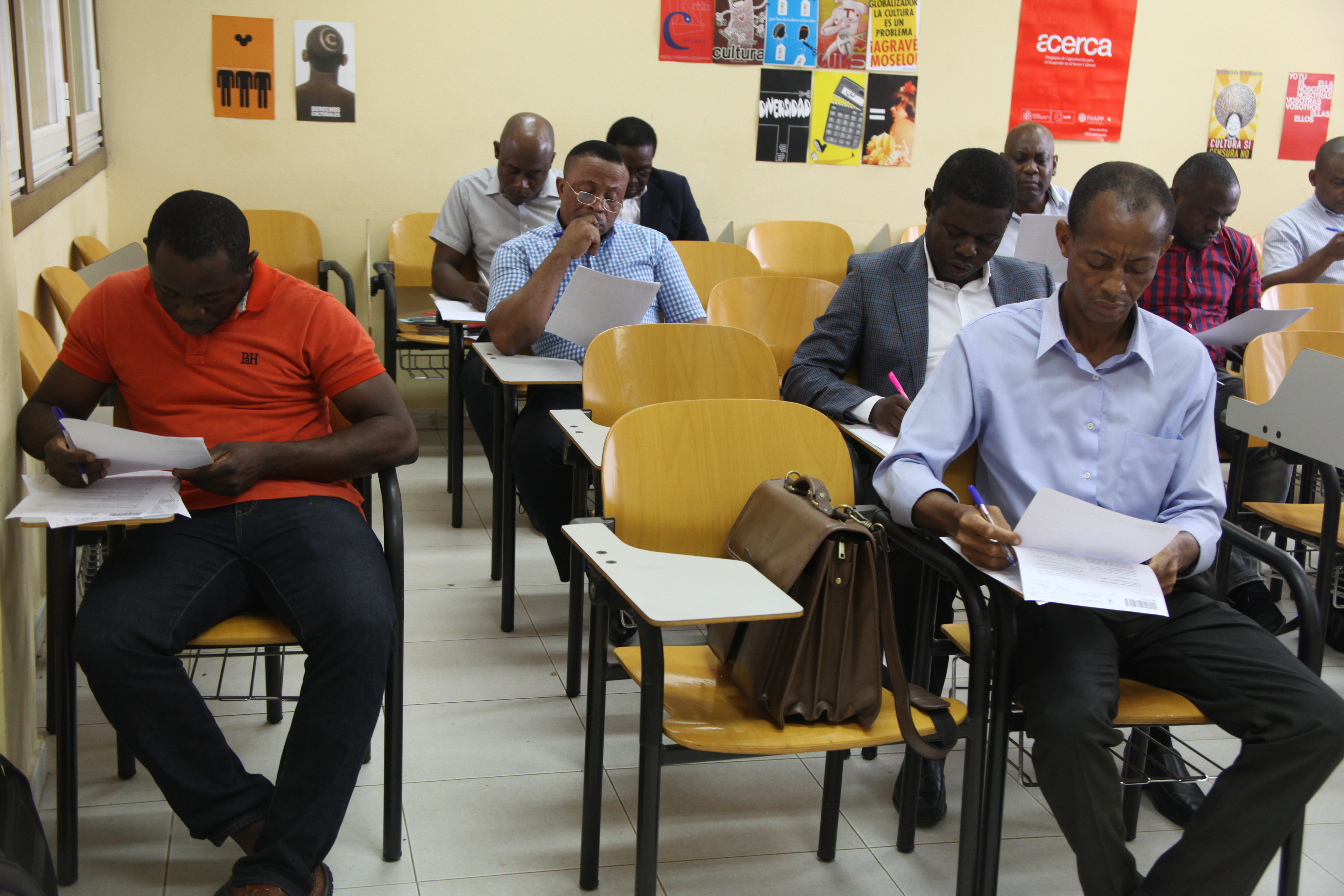
Exámenes en el centro insular de la UNED en Guinea Ecuatorial.

1. los profesionales y alumnos que han acabado el bachiller con la selectividad superada
2. los que simultanean estudios
3. los que vuelven a la Universidad
4. los alumnos de cualquier edad con motivación al estudio y aprendizaje autodidacta guiado por libros de referencia en su campo, apuntes de docentes y ordenador e Internet para prácticas, laboratorios virtuales e intercomunicación
5. los desempleados (reconversión profesional y reciclaje)
6. los alumnos con necesidades especiales o que no disponen de una universidad presencial en el lugar donde viven
7. las personas mayores
8. los internos en centros penitenciarios
9. los residentes en el exterior (con o sin ciudadanía española) que optan por una titulación europea o que dan continuidad a estudios iniciados en España.[cita requerida]

La participación del alumnado en la marcha de la Universidad se canaliza a través de los Consejos de Centro, Consejos de Facultad y del CAD y Consejo General de Alumnos.

## Precios
Los estudios en la UNED tienen un coste asociado para el alumno, subvencionado por el Estado español. Los precios se publican anualmente en el BOE.
Desde el curso 2021-2022 el precio para los alumnos españoles y residentes legales en España es el mismo que para los alumnos que no cumplen estos requisitos.

## Biblioteca de la UNED

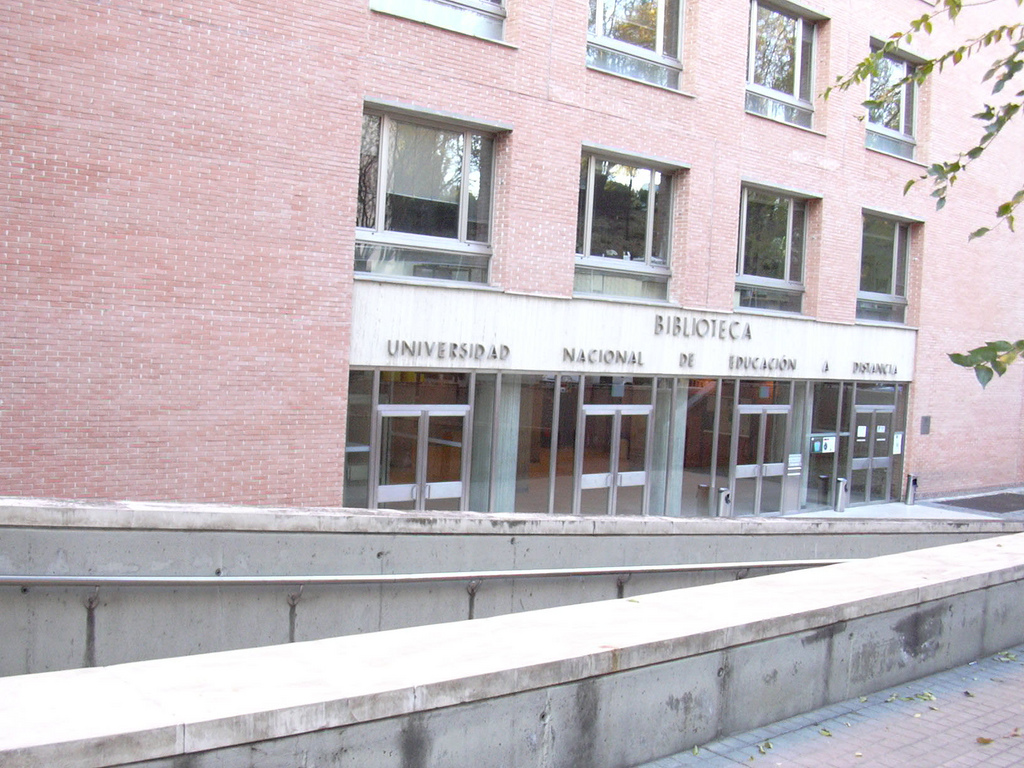
Biblioteca de la UNED.

La Biblioteca de la UNED está formada por la Biblioteca Central, la Biblioteca Campus Norte y la Biblioteca del Instituto Universitario Gutiérrez Mellado. Esta estructura descentralizada por Campus Norte y Senda del Rey (Biblioteca Central) está unificada en cuanto a su política bibliotecaria, dirección, procesos y procedimientos normalizados. La Biblioteca depende del Vicerrectorado de Investigación y los servicios bibliotecarios de la UNED se prestan, de forma coordinada, por las bibliotecas de la Sede Central y las Bibliotecas de los Centros Asociados. Estas últimas no están integradas en la estructura orgánica de la Biblioteca de la UNED.

## Tiempos del Covid
Durante la pandemia del covid, se interrumpieron las clases presenciales en los centros asociados. Se propuso que los profesores realizasen las tutorías desde sus propios domicilios. 
Para los exámenes se alternó de los exámenes en los centros asociados al sistema AVEX. Este sistema, debido al respeto de la privacidad de los estudiantes, no incluía ninguna medida de seguridad del tipo software, es decir, a través de este sistema no tienen acceso a la pantalla del dispositivo que realiza el examen, ni lo que está viendo en ese momento. Lo único que quedaba registrado era la IP, y se requería que la cámara estuviese activa, puesto que en momentos aleatorios que el estudiante desconocería cuando suceden, se toman fotografías para comprobar la resolución correcta del examen, y que no se esté llevando a cabo ningún tipo de ilegalidad durante la resolución de este.
Hubo cierta polémica entre los estudiantes, debido a la denuncia que interpuso la UNED contra un grupo de estudiantes, que durante un examen estuvieron compartiendo las respuestas vía WhatsApp, cometiendo una ilegalidad así.
Se ha mantenido el modelo hasta la convocatoria de septiembre del 2021. Aun así, no está exento de polémica esto, puesto que los estudiantes ya han presentado numerosas demandas, ya que la cepa "Omicrón" está elevando los casos a números agigantados..
Sin embargo, el modelo UNED se hizo eco en toda la educación y las universidades presenciales a fin de resolver la situación online adoptaron su modelo ejemplar.[cita requerida]

## 50.º aniversario
En 2022, se han cumplido 50 años de la fundación de la UNED. Para conmemorar su nacimiento, se ha desarrollado un programa muy diverso de actividades con actos académicos, eventos institucionales, jornadas, celebraciones y publicaciones.

### Redes sociales
- Facebook
- Twitter
- YouTube
- Instagram
- LinkedIn

- Datos: Q421739
- Multimedia: Universidad Nacional de Educación a Distancia / Q421739